# Вальгейр Фридрикссон
Вальгейр Люндалль Фридрикссон (исл. Valgeir Lunddal Friðriksson; род. 24 сентября 2001, Исландия) — исландский футболист, защитник шведского клуба «Хеккен» и национальной сборной Исландии.

## Клубная карьера
Является воспитанником «Фьолнира». В январе 2018 года подписал первый профессиональный контракт с клубом. 28 апреля дебютировал в его составе в чемпионате Исландии. Во встрече с «Акюрейри» он вышел в стартовом составе и в компенсированное ко второму тайму время был заменён. По итогам сезона «Фьолнир» занял последнее место в турнирной таблице и вылетел в первую лигу.
14 мая 2019 года подписал контракт с действующим чемпионом Исландии — «Валюром». Первую игру за новый клуб провёл 28 сентября против «Коупавогюра», выйдя в концовке встречи Хаукура Сигурдссона. 8 июля 2020 года забил свои первые голы за клуб, оформив дубль в ворота «Викингура». Всего в сезоне Фридрикссон принял участие в 15 играх чемпионата, в которых забил 3 мяча, заработал 5 жёлтых и 1 красную карточку. «Валюр» занял первое место в таблице и стал победителем лиги.
28 декабря 2020 года перебрался в Швецию, подписав контракт с «Хеккеном», рассчитанным на четыре года. Первый матч за шведский клуб сыграл 21 февраля 2021 года в рамках группового этапа кубка Швеции с «Далькурдом». В этом розыгрыше «Хеккен» дошёл до финала. В решающей игре с «Хаммарбю», состоявшейся 30 мая, Фридрикссон появился на поле на 96-й минуте вместо своего соотечественника Оскара Сверриссона. Основное и дополнительное время встречи завершилось нулевой ничьей, а в серии послематчевых пенальти точнее оказался соперник. За полтора месяца до этого дебютировал в чемпионате Швеции во встрече первого тура с «Хальмстадом», выйдя в стартовом составе.

## Карьера в сборной
Выступал за юношеские сборные Исландии различных возрастов. 4 июня 2021 года дебютировал в составе национальной сборной в товарищеской встрече с Фарерскими островами. Фридрикссон вышел на поле в стартовом составе и на 76-й минуте уступил место Гвюдмюндюру Тоураринссону.

## Достижения
Валюр
- Чемпион Исландии: 2020

Хеккен
- Финалист кубка Швеции: 2020/21

## Клубная статистика
| Выступление      | Выступление      | Выступление      | Лига | Лига | Кубки | Кубки | Конт. кубки | Конт. кубки | Итого | Итого |
| Клуб             | Лига             | Сезон            | Игры | Голы | Игры  | Голы  | Игры        | Голы        | Игры  | Голы  |
| ---------------- | ---------------- | ---------------- | ---- | ---- | ----- | ----- | ----------- | ----------- | ----- | ----- |
| Фьолнир          | Избранная лига   | 2018             | 11   | 0    | 1     | 0     | 0           | 0           | 12    | 0     |
| Фьолнир          | Итого            | Итого            | 11   | 0    | 1     | 0     | 0           | 0           | 12    | 0     |
| Валюр            | Избранная лига   | 2019             | 1    | 0    | 0     | 0     | 0           | 0           | 1     | 0     |
| Валюр            | Избранная лига   | 2020             | 15   | 3    | 3     | 0     | 0           | 0           | 18    | 3     |
| Валюр            | Итого            | Итого            | 16   | 3    | 3     | 0     | 0           | 0           | 19    | 3     |
| Хеккен           | Аллсвенскан      | 2021             | 8    | 0    | 4     | 0     | 0           | 0           | 12    | 0     |
| Хеккен           | Итого            | Итого            | 8    | 0    | 4     | 0     | 0           | 0           | 12    | 0     |
| Всего за карьеру | Всего за карьеру | Всего за карьеру | 35   | 3    | 8     | 0     | 0           | 0           | 43    | 3     |

## Статистика в сборной
| Матчи и голы Вальгейр Фридрикссон за национальную сборную Исландии | Матчи и голы Вальгейр Фридрикссон за национальную сборную Исландии | Матчи и голы Вальгейр Фридрикссон за национальную сборную Исландии | Матчи и голы Вальгейр Фридрикссон за национальную сборную Исландии | Матчи и голы Вальгейр Фридрикссон за национальную сборную Исландии | Матчи и голы Вальгейр Фридрикссон за национальную сборную Исландии |
| №                                                                  | Дата                                                               | Оппонент                                                           | Счёт                                                               | Голы                                                               | Соревнование                                                       |
| ------------------------------------------------------------------ | ------------------------------------------------------------------ | ------------------------------------------------------------------ | ------------------------------------------------------------------ | ------------------------------------------------------------------ | ------------------------------------------------------------------ |
| 1                                                                  | 4 июня 2021                                                        | Фарерские острова                                                  | 1:0                                                                | 0                                                                  | Товарищеский матч                                                  |

Итого:1 матч и 0 голов; 1 победа, 0 ничьих, 0 поражений.